# Estivador

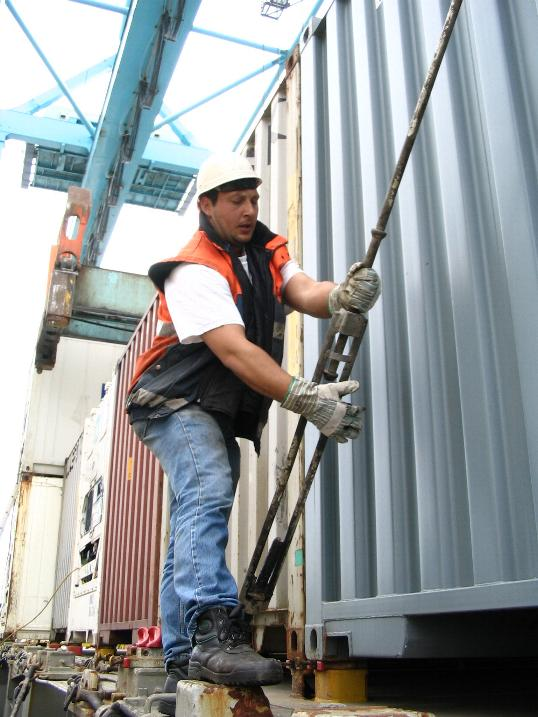
Estivador

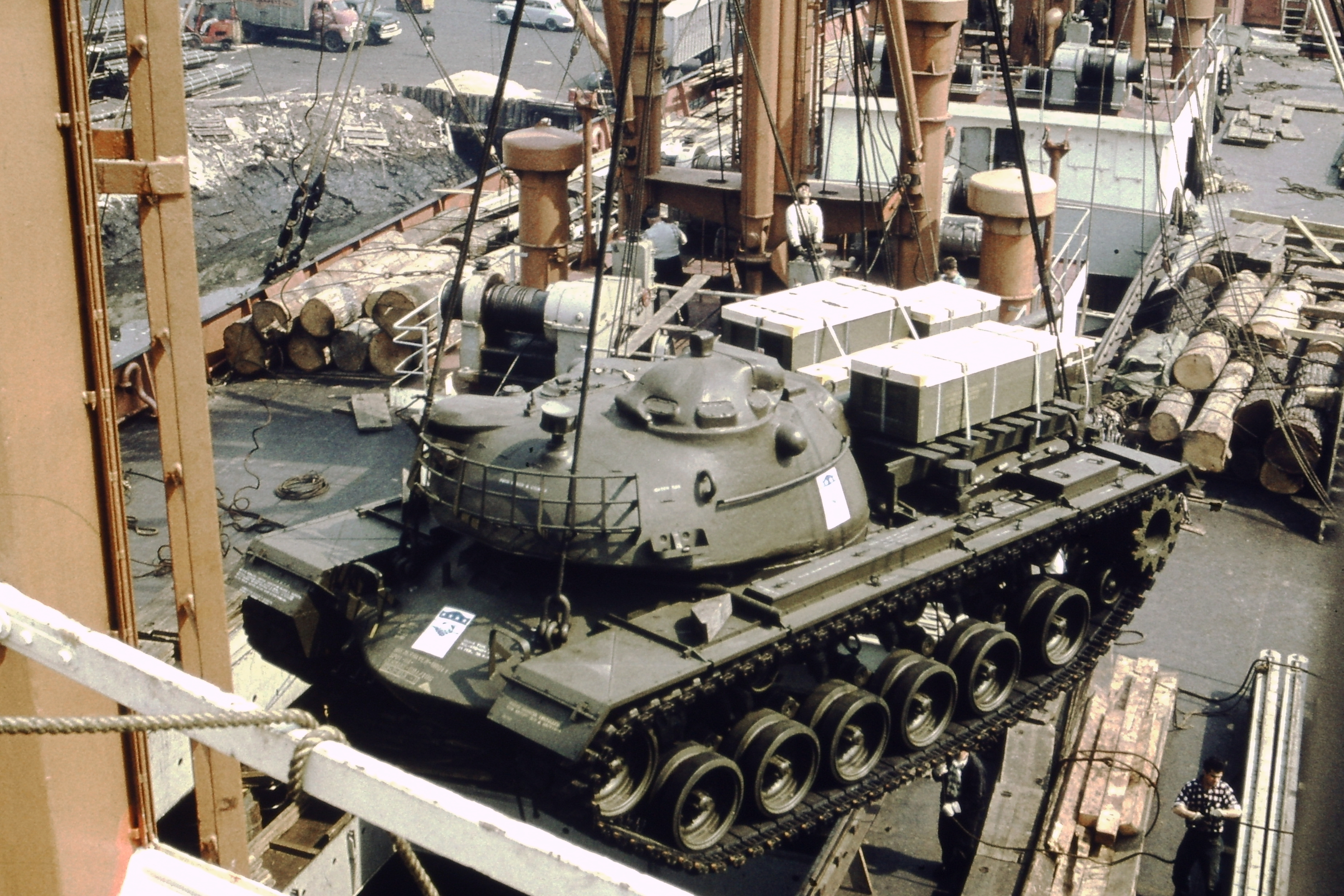

O estivador é o técnico responsável pela colocação, retirada e/ou arrumação de cargas nos porões ou sobre o convés de embarcações principais e auxiliares,  autopropulsadas ou não. Utiliza-se, para tanto, de vários recursos técnicos disponíveis sendo habilitado para  operar todos os equipamentos de movimentação de carga presentes na embarcação (guinchos, tratores, empilhadeiras, sistemas semiautomatizados e automatizados para movimentação de cargas).
O estivador é imprescindível para execução do transporte marítimo, ficando encarregado da movimentação e sinalização para movimentação de cargas e equipamentos a bordo. Também executa ações de contingência em caso de acidentes, seja retirando a carga ou a pessoa ferida como também efetuar combate a incêndios e outras ações.
Normalmente confunde-se o estivador com outras classes de operários do porto: o estivador só trabalha a bordo e nunca em terra, o pessoal que fica sobre carretas ou vagões do lado de fora são os arrumadores de carga, o pessoal das pranchetas e anotações são os conferentes, o pessoal dos guindastes de terra são os portuários (estivador não opera guindaste opera guincho pois o guincho é acessório do veículo de transporte) já o guindaste é fixo em terra ou tem autopropulsão um caminhão com um guincho em cima é chamado erroneamente de guindaste na verdade é um guincho pois o comando de movimentação do caminhão e o de operação do guincho são separados), não sendo o estivador submisso as outras classes porém o trabalho é executado em conjunto mas na realidade quem dita o ritmo é a estiva.
Hoje em dia, grande parte desta atividade está automatizada. Mesmo assim, é considerado um trabalho perigoso, insalubre e estressante, já que as condições de trabalho quase sempre não são boas, podendo ocasionar acidentes. Até a primeira metade do século XX, cabia aos estivadores a tarefa de embarcar a carga nos navios transportando parcelas dela nas costas, frequentemente embaladas em sacos de 60 quilos. 